# Боргези, Бартоломео
Бартоломео Боргези (итал. Bartolomeo Borghesi; 11 июля 1781, Савиньяно-суль-Рубиконе, Папская область, — 16 апреля 1860, Сан-Марино) — итальянский антиквар, эпиграфист и нумизмат.

## Биография
Учился в Равенне, затем в Болонье, в 1801 году переехал в Рим. Благодаря коллекции отца познакомился с нумизматикой. Им составлены каталоги Миланского и Ватиканского собрания монет. Так он стал известным среди нумизматов Европы XIX века.
В 1821 году переехал в Республику Сан-Марино. Начал публикацию 17 томов «Нумизматических наблюдений». Он опубликовал 170 статей о чеканке монет в Римской республике. В 1838 году, как представитель Сан-Марино, был приглашён на коронацию императора Австрии в Милане.
В 2004 году Республика Сан-Марино выпустила памятную монету достоинством в 2 евро в честь Бартоломео Боргези.